# Odo I al Saxoniei răsăritene
Odo I (sau Hodo, Huodo, Huoto) (n. cca. 930; d. 13 martie 993) a fost margraf de Ostmark de la 965 până la moarte.
Odo era fiul lui Christian de Thuringia cu soția sa, Hidda. El a deținut comitatul de Serimuntgau, stăpânit anterior de Thietmar I de Merseburg, margraf de Meissen, cu care este posibil să fi fost înrudit.
În anul 965, Gero cel Mare a murit, iar vasta sa marcă, Marca lui Gero a fost împărțită în cinci mărci mai mici. Dintre acestea, Odo a obținut așa-numita marca Orientalis. Mai tîrziu, lui i s-a mai conferit și comitatul de Nizizi. Odo apare pentru prima dată cu titulatura de marchio (margraf) abia din 974, deși deținea de facto teritoriile respective (chiar dacă în calitate de conte) încă din 965. De asemenea, în 974, el a fost numit conte al Thuringiei de Nord.
Odo a purtat război cu Mieszko I al Poloniei, însă împăratul Otto I "cel Mare", aflat pe atunci în sudul Italiei, le-a transmis celor doi ordinul de a înceta conflictul până la sosirea sa, pentru a putea arbitra disputa. Cronicarul Thietmar de Merseburg, aparent cu satisfacție, relatează faptul că reputația lui Odo în raport cu Mieszko era aceea că ducele de Polonia "nu ar fi îndrăznit să intre într-o casă în care margraful deja intrase sau să stea jos atunci când margraful se ridica în picioare". În 979 (sau 972), în intenția de a-l sili pe Mieszko să plătească tribut pentru teritoriul situat între Oder și Warthe, Odo a invadat regiunea, însă a fost înfrânt în 24 iunie 979 (sau 972) în bătălia de la Cedynia.
Odo a fost înmormântat în Nienburg, întemeiere monastică a lui Thietmar I de Merseburg.
El a avut un fiu, Siegfried, care va deveni călugăr la Nienburg, dar va părăsi mămăstirea la moartea lui Odo, pentru a putea revendica moștenirea. În acest sens, el a eșuat, cu toate că la un moment dat (în 1018) a devenit conte, iar în 1030 s-a aliat cu Mieszko al II-lea al Poloniei.